# Митин, Алексей Михайлович
Алексей Михайлович Митин (род. 19 сентября 1973, Брянск) — российский футболист, вратарь.
Воспитанник брянской ДЮСШ «Партизан», играл за команду в первенстве КФК в 1990—1992 годах. В 1992 году дебютировал в «Динамо» Брянск во второй лиге, в следующем году был основным вратарём. В третьей лиге был вторым вратарём после Слободько (1994) и Сычёва (1995); в двух следующих сезонах играл наравне с Сычёвым. 1998 год провёл во втором дивизионе в «Энергетике» Урень. В 1999—2002 был в составе израильских клубов низших дивизионов «Маккаби Ирони» Кирьят-Ата и «Маккаби» Кирьят-Гат. В 2002—2003 играл в первом российском дивизионе за «Кристалл» Смоленск. Первую половину 2004 года провёл в клубе чемпионат Казахстана «Жетысу» Талды-Курган, следующие полтора года отыграл в первом российском дивизионе за «СКА-Энергию» Хабаровск. Выступал за «Авангард» Курск (2006—2007), «Динамо» Брянск (2008), «Динамо» Вологда (2009).
Играл за любительские клубы «Приосколье-СКА» Брянск (2010), БГСХА Кокино (2011), «Заря» Стародуб (2014—2016). Руководитель центра подготовки клуба «Динамо» Брянск.